# Lobelia telekii

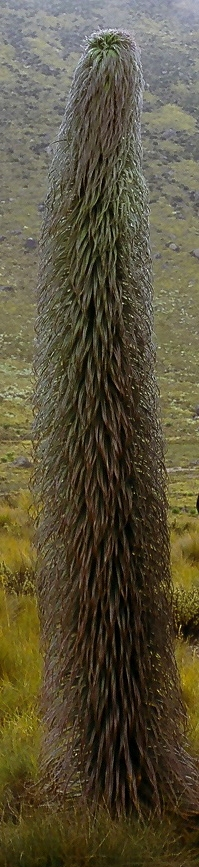
La inflorescencia de Lobelia telekii

Lobelia telekii es una especie de planta de flores perteneciente a la familia Campanulaceae.

## Hábitat
Se encuentra en los trópicos donde vive a grandes altitudes en suelos bien drenados.

## Descripción
Pone todo su esfuerzo reproductivo en crear una gran inflorescencia y después muere.  La inflorescencia puede alcanzar los 3 metros de altura.
Lobelia telekii consiste en una simple roseta que está creciendo durante varios años, florece y muere. Sin embargo, gran número de plantas tienen múltiples rosetas conectadas bajo tierra.
Las flores de  Lobelia telekii se ocultan entre grandes brácteas dentro de la inflorescencia. La planta tiene un color azul-verdoso.
Lobelia telekii vive en el Monte Kenia entre 3.500 y 5.000 m s. n. m. Vive en áreas más secas que Lobelia keniensis, y en los mismos hábitat que Damán del Cabo, el cual come la lobelia, aunque es tóxico para otros herbívoros.  Las especies de Lobelia del Monte Kenia son polinizadas por pájaros.

## Taxonomía
Lobelia telekii fue descrita por Schweinf. y publicado en Zum Rudolph-See und Stephanie-See 861, t. 104. 1892.
Etimología
Lobelia: nombre genérico que fue nombrado en honor del botánico belga Matthias de Lobel (1538-1616).
telekii: epíteto otorgado en honor del explorador Austro-húngaro, el conde Sámuel Teleki.
Sinonimia
- Lobelia fenniae T.C.E.Fr.	[7][8]